# 眼斑地圖龜
眼斑地圖龜（英語：ringed map turtle或ringed sawback，學名：Graptemys oculifera） 是地圖龜屬下的一種龜，只生活在美國珍珠河的路易斯安那州和密西西比州流域內，與珍珠河地圖龜(Graptemys pearlensis)相同。

## 描述
眼斑地圖龜的雄性個體背殼可長達10（3.9英寸），雌性更大，可達22（8.7英寸），和黑瘤地圖龜一樣，其背殼上也有淺色環狀標記，但是較小。

## 擴展閱讀
- Baur, G. 1890. Two New Species of Tortoises from the South. Science 16 (405): 262-263. (Malacoclemmys oculifera)
- Tortoise & Freshwater Turtle Specialist Group 1996.  Graptemys oculifera.   2006 IUCN Red List of Threatened Species.（页面存档备份，存于）  Downloaded on 29 July 2007.